# Parafia św. Teresy od Dzieciątka Jezus w Porządziu
Parafia pw. Świętej Teresy od Dzieciątka Jezus w Porządziu – parafia rzymskokatolicka należąca do dekanatu Wyszków, diecezji łomżyńskiej, metropolii białostockiej. 

## Historia
Zasugerowano, aby wydzielić z tego artykułu fragmenty do artykułu Kościół św. Teresy od Dzieciątka Jezus w Porządziu.  (dyskusja)
Erygowana została w 1927 roku. Jest prowadzona przez księży diecezjalnych. W 1926 zbudowano drewnianą kaplicę. Proboszcz ks. Jan Trzaskoma sprowadził z Dzierżenina drewnianą świątynię (powstała w 1715 i powstał z fundacji biskupa płockiego Ludwika Załuskiego, w 1872 rozbudowana), którą rozebrano i przetransportowano. Stawiając kościół, przebudowano go w stylu zakopiańskim. Projektantem był Stefan Szyller. Przebudowę skończono w 1930. W 1953 prof. Wojciech Jastrzębowski wykonał dekorację ołtarza głównego. W kolejnym roku z inicjatywy ks. J. Fałkowskiego, proboszcza parafii, przebudowano kościół (dodano sklepienia nad nawą i prezbiterium). W latach 1994–2000 kościół remontowano.
Od 2004 działa tu Sanktuarium św. Teresy od Dzieciątka Jezus.
Drewniany kościół pw. św. Teresy jest wpisany do rejestru zabytków (nr A-521 z 15 czerwca 1984).

## Obszar parafii
Do parafii należą wierni z miejscowości:
- Porządzie,
- Dąbrowa (Trzecie Pole),
- Leśniczówka Dąbrowa,
- Dalekie-Tartak,
- Ochudno,
- Sieczychy.